# Daisecu
Daisecu (japonsky: 大雪山, Daisecu-san) je název vulkanického komplexu, nacházejícího se v centrální části ostrova Hokkaidó. Komplex sestává z 2 km široké kaldery a osmi stratovulkánů, seřazených podél kruhového zlomu. V komplexu (3 km jihozápadně od centra kaldery) se nachází také Asahidake (旭岳) - nejvyšší vrch ostrova Hokkaidó (2 290,89 m). Poslední aktivita komplexu byla zaznamenaná v roce 1739, v současnosti se tu nachází (na úpatí Asahidake a v kaldeře) jen aktivní fumaroly.